# Helen Johns
Helen Eileen Johns (Boston, 25 settembre 1914 – Sumter, 23 luglio 2014) è stata una nuotatrice statunitense.
Specializzata nello stile libero ha vinto la medaglia d'oro nella staffetta 4x100 m sl alle Olimpiadi di Los Angeles 1932.

## Palmarès
- Olimpiadi

Los Angeles 1932: oro nella staffetta 4x100 m sl.